# San Giovanni non vuole inganni

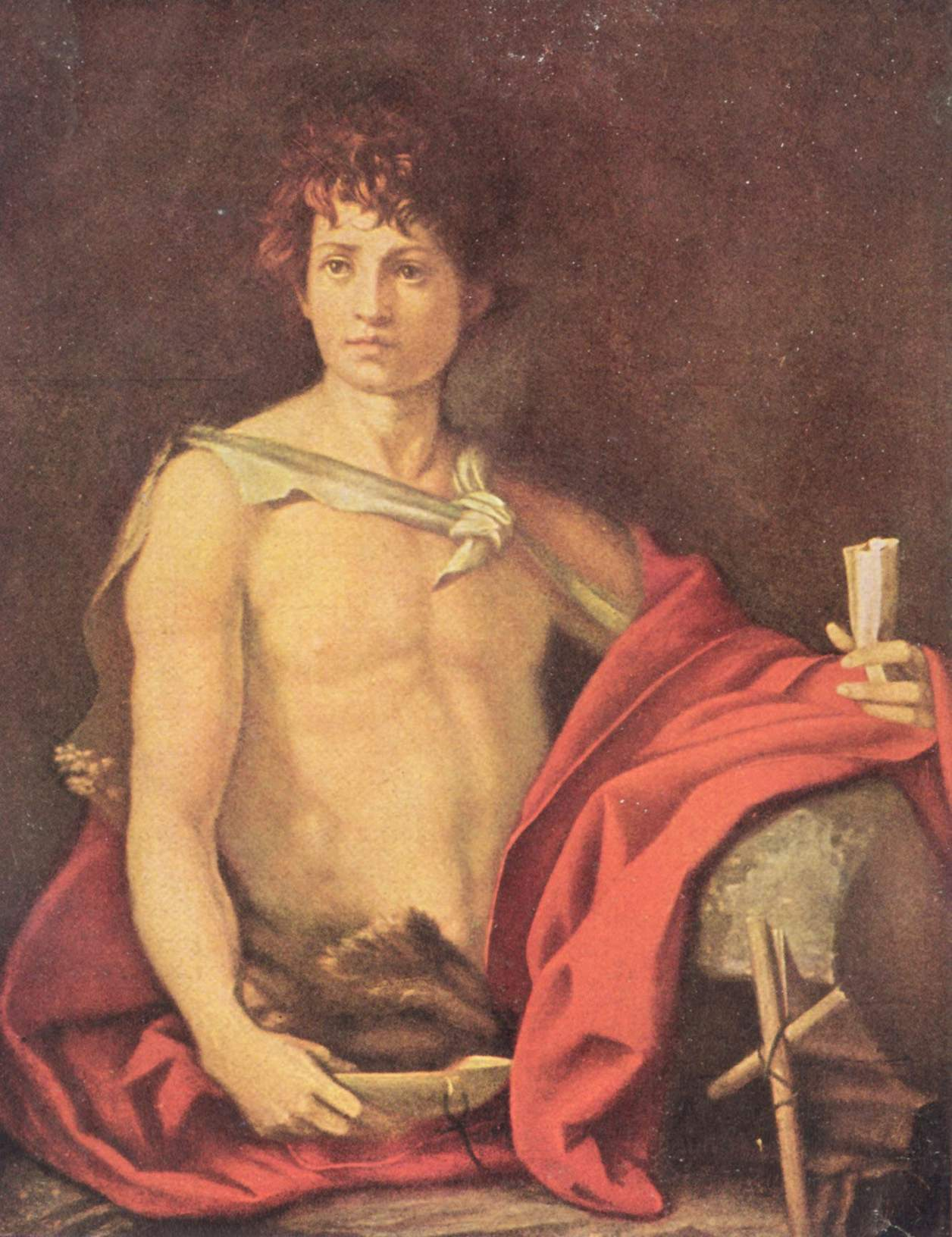
Andrea del Sarto: San Giovanni Battista giovane, olio su tela, Palazzo Pitti.

San Giovanni non vuole inganni è un proverbio popolare a sfondo religioso, diffuso in molte zone d'Italia e la cui spiegazione varia da regione a regione.

## San Giovanni e gli inganni
In Toscana il proverbio viene spiegato con il comportamento inflessibile di Giovanni, anche se in realtà fu Daniele a denunciare inganni.
In alcune zone del meridione si scorgono significati se lo si collega all'usanza del comparatico, che è quel vincolo di quasi parentela spirituale che lega compari e comari di battesimo e i loro figliocci, ma anche compari e comari di matrimonio e i due sposi. Questo legame, a seconda della zona, prevede una serie di regole da rispettare e di obblighi. In Sicilia il comparatico è quasi più importante della parentela perché sfocia nella sacralità. San Giovanni Battista punisce, secondo la tradizione meridionale, chi non rispetta la fede del compare e soprattutto chi tradisce il compare.
Anche in Romagna vi è l'usanza per San Giovanni di regalare alla fidanzata un mazzo di fiori che viene contraccambiato nel giorno di San Pietro e i due vengono chiamati compare e comare di San Giovanni e in qualche modo ufficializzano il loro amore.
Il Battista viene invocato nei rituali e nelle usanze fra compari e comari che tendono a tranquillizzarsi della loro fedeltà reciproca.
Vi è un'altra versione dell'origine del detto ed è legata al fatto che, soprattutto nell'Emilia centrale, venivano eseguite delle scanalature sulla facciata o su un fianco dei Battisteri, dedicati generalmente a San Giovanni Battista, pari alle unità di misura di lunghezza utilizzate nelle zone. Così se i contadini dovevano, ad esempio, misurare la lunghezza di un campo in "pertiche", verificavano lo strumento di misurazione che utilizzavano con il "campione" scanalato sul Battistero di San Giovanni Battista, che, non avrebbe fatto inganni sulla dimensione corretta. 
A Reggio Emilia se sorgevano delle dispute, ad esempio tra commercianti per stoffe vendute a "braccia", il magistrato cittadino verificava la correttezza della misura sulla colonna del Battistero. Le aste graduate utilizzate dai mercanti, venivano marcate a fuoco con un simbolo di una chiave (oggi visibile ancora su una pietra in facciata del Battistero)
Alcuni disonesti usavano tuttavia delle marchiature contraffatte, da cui, per i malcapitati clienti, il detto reggiano “Ciapêr 'na ciavèda” (rimanere fregato).